# Robert W. Chambers
Robert William Chambers (Brooklyn, 26 de maio de 1865 – Nova Iorque, 16 de dezembro de 1933) foi um ilustrador e escritor de ficção estadunidense, mais conhecido por seu livro O Rei de Amarelo, publicado em 1895. Chambers estudou na École des Beaux-Arts e na Académie Julian, em Paris. Antes de se tornar escritor, trabalhava como pintor e ilustrador, tendo ilustrações publicadas em revistas como Life, Truth e Vogue. Fez grande sucesso com o livro de terror O Rei de Amarelo, mas depois de alguns outros livros do mesmo gênero, abandonou a literatura fantástica para se dedicar a romances históricos.

## Críticas e legado
H. P. Lovecraft disse de Chambers em uma carta a Clark Ashton Smith:

Chambers é como Rupert Hughes e alguns outros Titãs caídos - equipados com o cérebro e a educação certos, mas totalmente sem o hábito de usá-los.

Apesar do efetivo abandono posterior de Chambers do estranho conto sobrenatural, essas primeiras obras são tudo o que permaneceu impresso durante a maior parte do século XX, graças à inclusão de Lovecraft no estudo crítico "Supernatural Horror in Literature".

Frederic Taber Cooper comentou:

"Muito do trabalho do Sr. Chambers exaspera, porque sentimos que ele poderia facilmente tê-lo feito melhor. "

Os estudos críticos do trabalho de terror e fantasia de Chambers incluem o ensaio de Lee Weinstein em Supernatural Fiction Writers, o ensaio de Brian Stableford no St. James Guide to Horror, Ghost and Gothic Writers e um capítulo no livro de ST Joshi, The Evolution of the Weird Tale (2004).
O romance de Chambers, The Tracer of Lost Persons foi adaptado para um drama policial de longa duração (1937–54), Mr. Keen, Tracer of Lost Persons, pelos produtores de novelas Frank e Anne Hummert.
O The King in Yellow de Chambers inspirou muitos autores modernos, incluindo Karl Edward Wagner, Joseph S. Pulver, Lin Carter, James Blish, Nic Pizzolatto, Michael Cisco, Stephen King, Ann K. Schwader, Robert M. Price, Galad Elflandsson and Charles Stross.

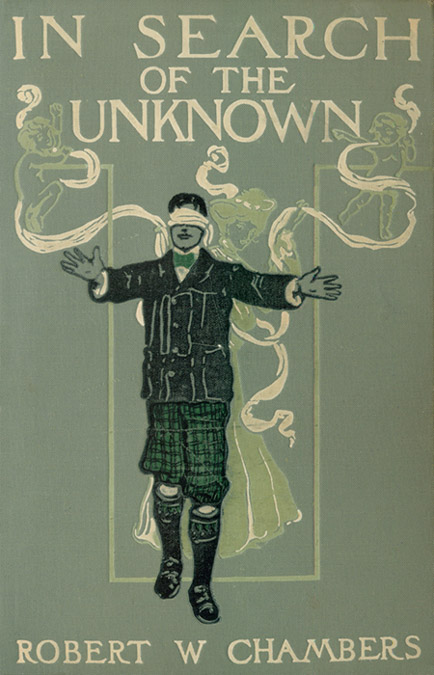
Capa da primeira edição de In Search of the Unknown.

### Novelas e coleções de histórias
- In the Quarter (1894)

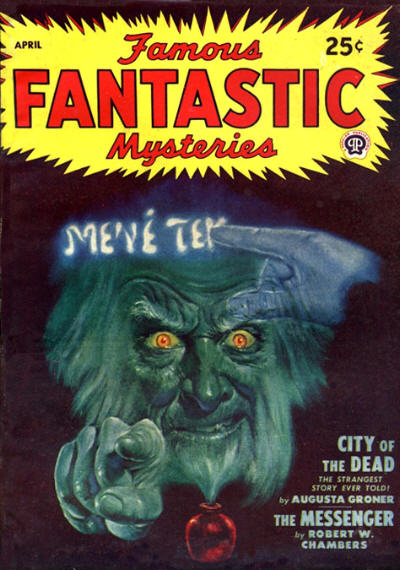
Uma reimpressão do romance de 1897 "The Messenger", de Chambers, foi capa da edição de abril de 1948 da Famous Fantastic Mysteries.

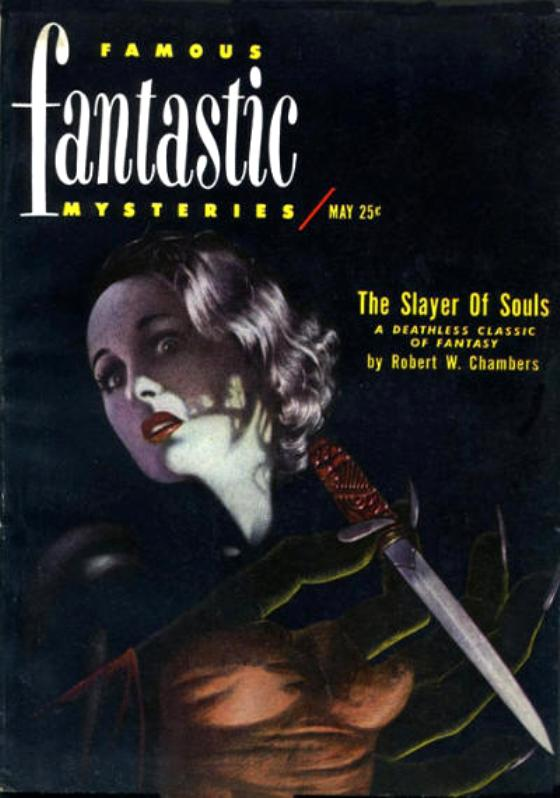
O romance de Chambers de 1920, The Slayer of Souls, foi reimpresso como história de capa na edição de maio de 1951 da Famous Fantastic Mysteries.

- The King in Yellow (1895) – short stories
- The Red Republic (1895)
- The Maker of Moons (1896) – short stories
- A King and A Few Dukes (1896)
- With the Band (1896)
- The Mystery of Choice (1897) – short stories
- Lorraine (1898)
- Ashes of Empire (1898)
- The Haunts of Men (1898) – short stories
- Outsiders (1899)
- The Cambric Mask (1899)
- The Conspirators (1899)
- Cardigan (1901)
- The Maid-at-Arms (1902)
- The Maids of Paradise (1903)
- In Search of the Unknown (1904)
- A Young Man in a Hurry (1904) – short stories
- The Reckoning (1905)
- Iole (1905)
- The Tracer of Lost Persons (1906)
- The Fighting Chance (1906)
- The Tree of Heaven (1907) – short stories
- The Younger Set (1907)
- Some Ladies in Haste (1908)
- The Firing Line (1908)
- Special Messenger (1909)
- The Danger Mark (1909)
- The Green Mouse (1910)
- Ailsa Paige (1910)
- The Common Law (1911)
- The Adventures of a Modest Man (1911)
- Blue-Bird Weather (1912)
- The Streets of Ascalon (1912)
- The Japonette (1912) – serializado na Cosmopolitan sob o título The Turning Point
- The Gay Rebellion (1913)
- The Business of Life (1913)
- Quick Action (1914)
- The Hidden Children (1914)
- Anne's Bridge (1914)
- Between Friends (1914)
- Who Goes There! (1915)
- Athalie (1915)
- Police!!! (1915) – short stories
- The Girl Philippa (1916)
- The Better Man (1916) – short stories
- The Dark Star (1917)
- The Barbarians (1917)
- The Laughing Girl (1918)
- The Restless Sex (1918)
- The Moonlit Way (1919)
- In Secret (1919)
- The Crimson Tide (1919)
- A Story of Primitive Love (1920)
- The Slayer of Souls (1920)
- The Little Red Foot (1920)
- Eris (1922)
- The Flaming Jewel (1922)
- The Talkers (1923)
- The Hi-Jackers (1923)
- America; or, The Sacrifice (1924)
- The Mystery Lady (1925)
- Marie Halkett (1925 UK, 1937 US)
- The Girl in Golden Rags (1925 UK, 1936 US)
- The Man They Hanged (1926)
- The Drums of Aulone (1927)
- The Gold Chase (1927)
- The Sun Hawk (1928)
- The Rogue's Moon (1928)
- The Happy Parrot (1929)
- The Painted Minx (1930)
- The Rake and the Hussy (1930)
- War Paint and Rouge (1931)
- Gitana (1931)
- Whistling Cat (1932)
- Whatever Love Is (1933)
- Secret Service Operator 13 (1934) – contos publicados na Cosmopolitan entre 1930 e 1932
- The Young Man's Girl (1934) – serializado em The Delineator, 1933
- Love and the Lieutenant (1935) – serializado em The Woman's Home Companion, 1934
- Beating Wings (1936) – serializado em McCall's, 1927
- The Fifth Horseman (1937) – serializado em McCall's, 1930
- Smoke of Battle (1938) – este romance foi possivelmente concluído por Rupert Hughes.

### Livros infantis
- Outdoorland (1902) Ilustrado por Reginald Bathurst Birch
- Orchard-Land (1903) Ilustrado por Reginald Bathurst Birch
- River-Land (1904) Ilustrado por Elizabeth S. Green
- Forest-Land (1905) Ilustrado por Emily Benson Knipe
- Mountain-Land (1906) Ilustrado por Frederick Richardson & Walter King Stone
- Garden-Land (1907) Ilustrado por Harrison Cady
- The Happy Parrot (1931) Ilustrado por Norman Price

### Coleções
- The King in Yellow and Other Horror Stories, editado por E. F. Bleiler, Dover 1970
- The Yellow Sign and Other Stories, editado por S.T. Joshi, Chaosium 2004

### Antologias contendo trabalho reimpresso por Robert W. Chambers
- Sporting Blood: The Great Sports Detective Stories, editado por Ellery Queen, Little, Brown and Company 1942 – contém "The Purple Emperor"
- Sleep No More, editado por August Derleth, Rinehart & Company 1944 – contém "The Yellow Sign"
- The Faded Banners, editado por Eric Solomon, T. Yoseloff 1960 – contém "Pickets"
- The Dark Descent, editado por David G. Hartwell, Tor 1987 – contém "The Repairer of Reputations"
- The Horror Hall of Fame, editado por Robert Silverberg and Martin H. Greenberg, Carroll & Graf 1991 – contém "The Yellow Sign"
- The Hastur Cycle, editado por Robert M. Price, Chaosium 1993 – contém "The Repairer of Reputations" e "The Yellow Sign"
- Detection by Gaslight, editado por Douglas G. Greene, Dover Publications 1997 – contém "The Purple Emperor"
- The Innsmouth Cycle, editado por Robert M. Price, Chaosium 1998 – contém "The Harbor-Master" (os primeiros cinco capítulos de In Search of the Unknown)
- American Supernatural Tales, editado por S. T. Joshi, Penguin Classics 2007 – contém "The Yellow Sign"
- The Tindalos Cycle, editado por Robert M. Price, Hippocampus Press 2010 – contém "The Maker of Moons"

## Filmes
- The Reckoning (1908), adaptação de romance para curta-metragem mudo. Dirigido por DW Griffith
- The Common Law (1916), adaptação do romance para o cinema mudo. Dirigido por Albert Capellani
- The Fighting Chance [it] (1916), adaptação do romance para o cinema mudo.
- The Girl Philippa (1917), adaptação do romance para o cinema mudo. Dirigido por S. Rankin Drew
- The Hidden Children (1917), adaptação do romance para o cinema mudo. Dirigido por Oscar Apfel
- The Fettered Woman (1917), adaptação para o cinema mudo de Anne's Bridge. Dirigido por Tom Terriss
- Who Goes There? [ it ] (1917), adaptação do romance para o cinema mudo. Dirigido por William PS Earle
- The Woman Between Friends (1918), adaptação para o cinema mudo de Between Friends. Dirigido por Tom Terriss
- The Business of Life [it] (1918), adaptação do romance para o cinema mudo. Dirigido por Tom Terriss
- The Danger Mark (1918), adaptação do romance para o cinema mudo. Dirigido por Hugh Ford
- The Girl of Today (1918), adaptação para o cinema mudo de conto. Dirigido por John S. Robertson
- The Cambric Mask (1919), adaptação do romance para o cinema mudo. Dirigido por Tom Terriss
- The Firing Line (1919), adaptação do romance para o cinema mudo. Dirigido por Charles Maigne
- The Dark Star (1919), adaptação do romance para o cinema mudo. Dirigido por Allan Dwan
- The Black Secret (1919), adaptação em série para cinema mudo de In Secret. Dirigido por George B. Seitz
- Even as Eve (1920), adaptação para o cinema mudo do conto "The Shining Band". Dirigido por Chester De Vonde e BA Rolfe
- The Turning Point (1920), adaptação para o cinema mudo de The Japonette. Dirigido por JA Barry
- The Fighting Chance (1920), adaptação do romance para o cinema mudo. Dirigido por Charles Maigne
- The Restless Sex (1920), adaptação do romance para o cinema mudo. Dirigido por Leon D'Usseau e Robert Z. Leonard
- Unseen Forces (1920), adaptação para o cinema mudo de Athalie. Dirigido por Sidney A. Franklin
- Cardigan (1922), adaptação do romance para o cinema mudo. Roteiro de Chambers. Dirigido por John W. Noble
- The Common Law (1923), adaptação do romance para o cinema mudo. Dirigido por George Archainbaud
- America (1924), adaptação para o cinema mudo de The Reckoning. Roteiro de Chambers. Dirigido por DW Griffith
- Between Friends (1924), adaptação para cinema mudo de romance. Dirigido por J. Stuart Blackton
- The Common Law (1931), adaptação cinematográfica de romance. Dirigido por Paul L. Stein
- Operator 13 (1934), adaptação cinematográfica de contos do Secret Service Operator 13. Dirigido por Richard Boleslawski
- A Time Out of War (1954), adaptação para o curta-metragem do conto "Piquetes". Dirigido por Denis Sanders
- The Yellow Sign (2001), adaptação cinematográfica de conto. Dirigido por Aaron Vanek